# Freudenstein
Freudenstein (též Šlikův hrádek) je zřícenina hradu u Jáchymova v okrese Karlovy Vary. Nachází se asi jeden kilometr západně od města na Zámeckém vršku v nadmořské výšce 810 metrů. Dochovaly se z něj stavby dvou nárožních věží s menší částí obvodové hradby. Od roku 1964 je chráněn jako kulturní památka.

## Historie

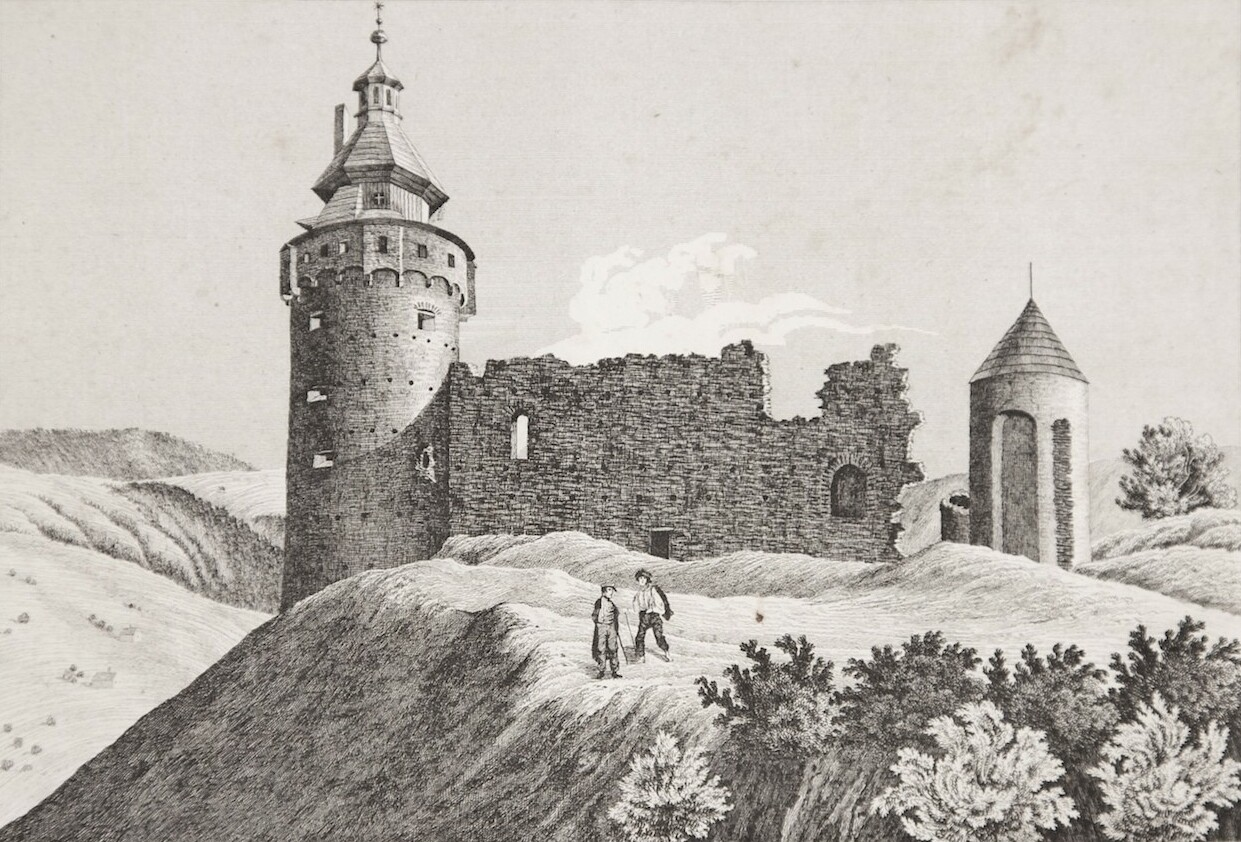
Freudenstein v 19. století

Hrad založil Štěpán Šlik, který od roku 1519 v Jáchymově zahájil ražbu vlastních mincí. Byl postaven podle plánů šlikovského stavitele Jana Münnicha souběžně s městem k ochraně stříbrných dolů v letech 1516–1517. S velkou pravděpodobností se tak jedná o nejmladší hrad na území České republiky. Je to také nejvýše položený hrad v Severozápadních Čechách.
Roku 1525 se pod vlivem selské války v Sasku a Durynsku radikalizovali horníci, kteří nejprve vypálili radnici a poté úspěšně zaútočili i na hrad, který rovněž vypálili. Hrad byl po nastolení pořádku obnoven a sloužil jako sídlo horních hejtmanů a příležitostně i Šliků. Po vytlačení Šliků hrad sloužil od roku 1545 jako sídlo královských horních hejtmanů. Jedním z nich byl v letech 1548–1558 královský horní hejtman Bohuslav Felix Hasištejnský z Lobkovic. Hrad přestal být udržován, a jeho stav proto roku 1548 hodnotila komise královské komory.
Během druhého stavovského povstání zde sídlila vojenská posádka generála stavovských vojsk hraběte Petra Arnošta z Mansfeldu. V roce 1634 se hradu i města zmocnili Švédové. Během války přešel několikrát z jedné bojující strany na druhou až byl roku 1639 byl při obléhání švédskou armádou pod velením generála Banéra poškozen dělostřelbou, a dokonce vyhořel. Po podepsání vestfálského míru odcházející Švédové hrad zbořili, aby nemohl sloužit jako možný opěrný bod při dalších případných vojenských akcích.

## Stavební podoba
Stavba vycházela z jednoduché pevnostní architektury 16. století. Na obdélníku 50 × 65 metrů vyrostly obytné a hospodářské budovy. V jihozápadním a severovýchodním rohu nádvoří stály válcové věže. Síla zdiva věží byla 1,7 metru a průměr osm metrů, síla hradeb pak byla 1–1,5 metru. Brána se nacházela v západní hradbě.
Už v šestnáctém století byly podle dobových vyobrazení hradní věže různě vysoké. Menší jihozápadní věž sloužila čistě obranným účelům a měla kuželovitou střechu. Do stavby silnice byly na této věži patrné zbytky polokruhové dělové bašty. V devatenáctém století sloužila jako skladiště střelného prachu. Druhá věž byla obytná a měla složitější zakončení s vyloženým ochozem na krakorcích a prohnutou kuželovitou střechu zakončenou lucernou. V devatenáctém století byla upravena na obydlí městského hlásného, který zvoněním a lucernou signalizoval začátek a konec pracovní doby horníků. Poslední úplná rekonstrukce věže proběhla v roce 1973 poté, co věž po úderu blesku 14. června 1964 vyhořela.
Do poloviny dvacátého století stál na hradě statek. Z hradu stojí jen obě věže s nepatrnou částí obvodové hradby a vedle jihozápadní věže lze rozeznat část hradního příkopu. V padesátých letech dvacátého století byla postavena silnice přímo středem hradního areálu. Do té doby byl do areálu zakázán vstup, protože klenby sklepů se začínaly propadat. Dochované je sklepení hluboké 8 m pod hlavní věží a předpokládá se, že bylo ještě hlubší, při poslední rekonstrukci v roce 1973 bylo totiž dno uzavřeno betonovou podlahou. Budova, která v posledních letech vyrostla u jihozápadní věže, je novostavbou bez jakékoliv spojitosti s původním vzhledem hradu. V sousedství jihozápadní věže jsou odkryté základy bašty a hradební zdi.

## Galerie

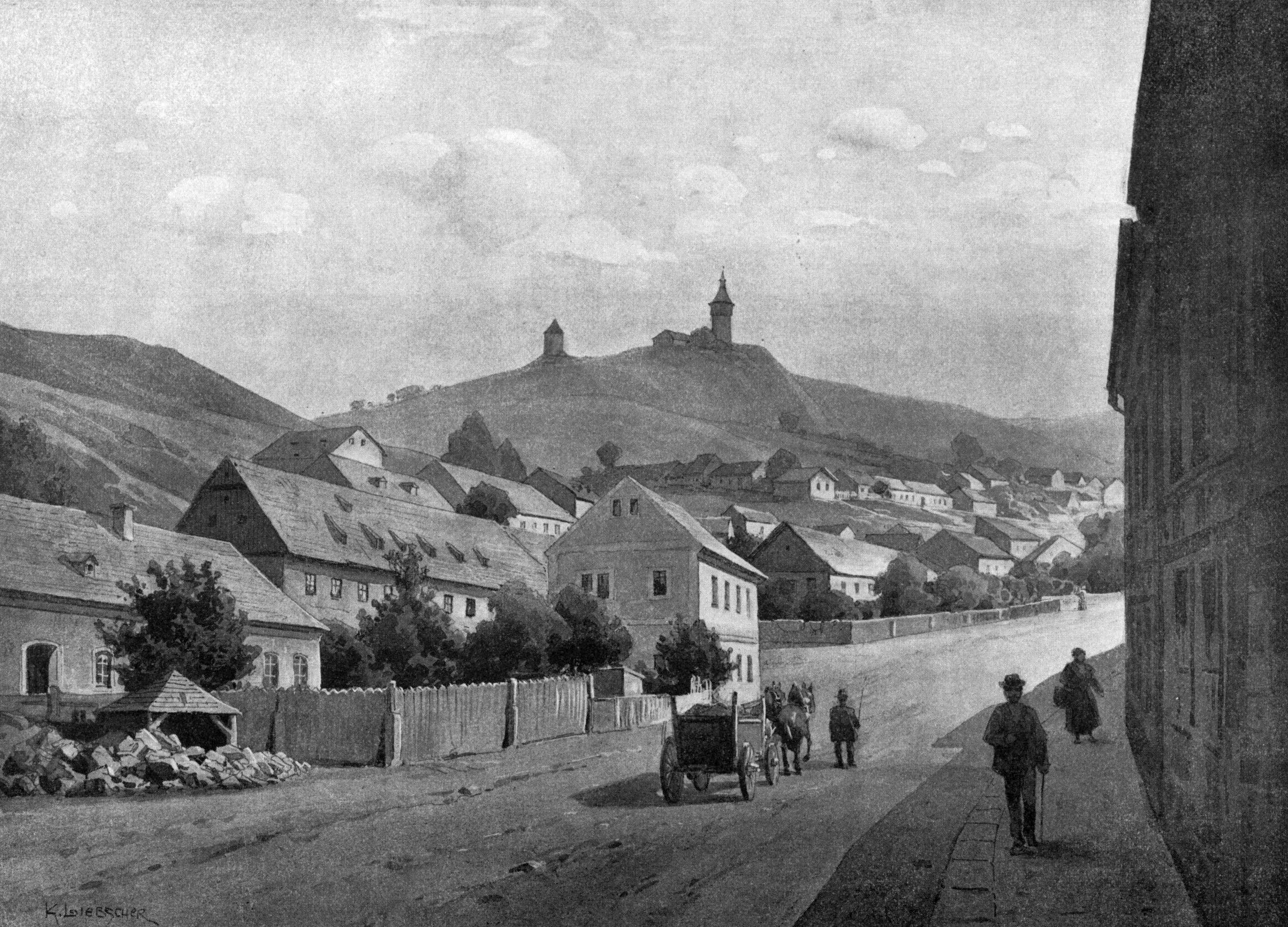
Pohled k hradu z Jáchymova na kresbě Karla Liebschera (1905)
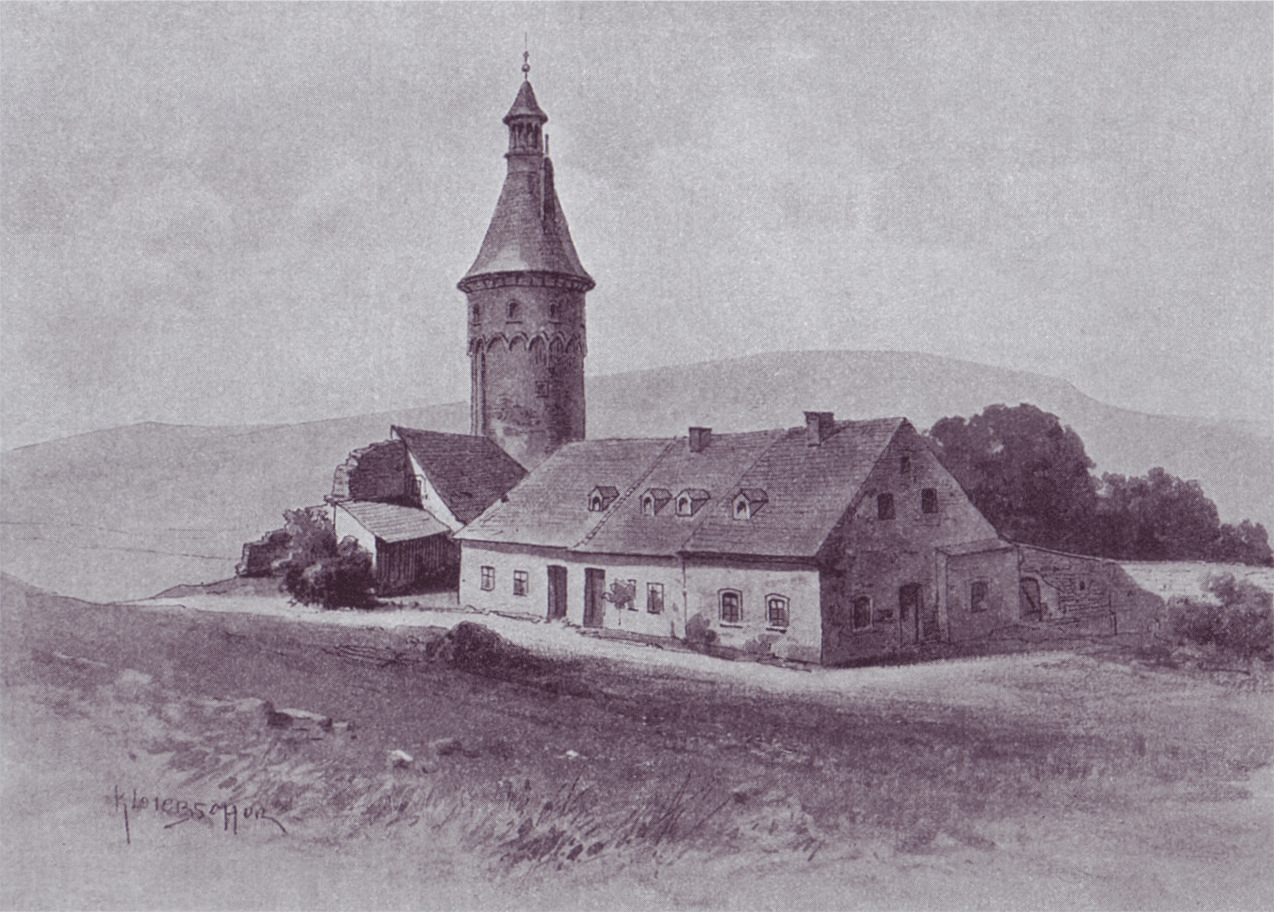
Severní věž se statkem na kresbě Karla Liebschera (19. století)
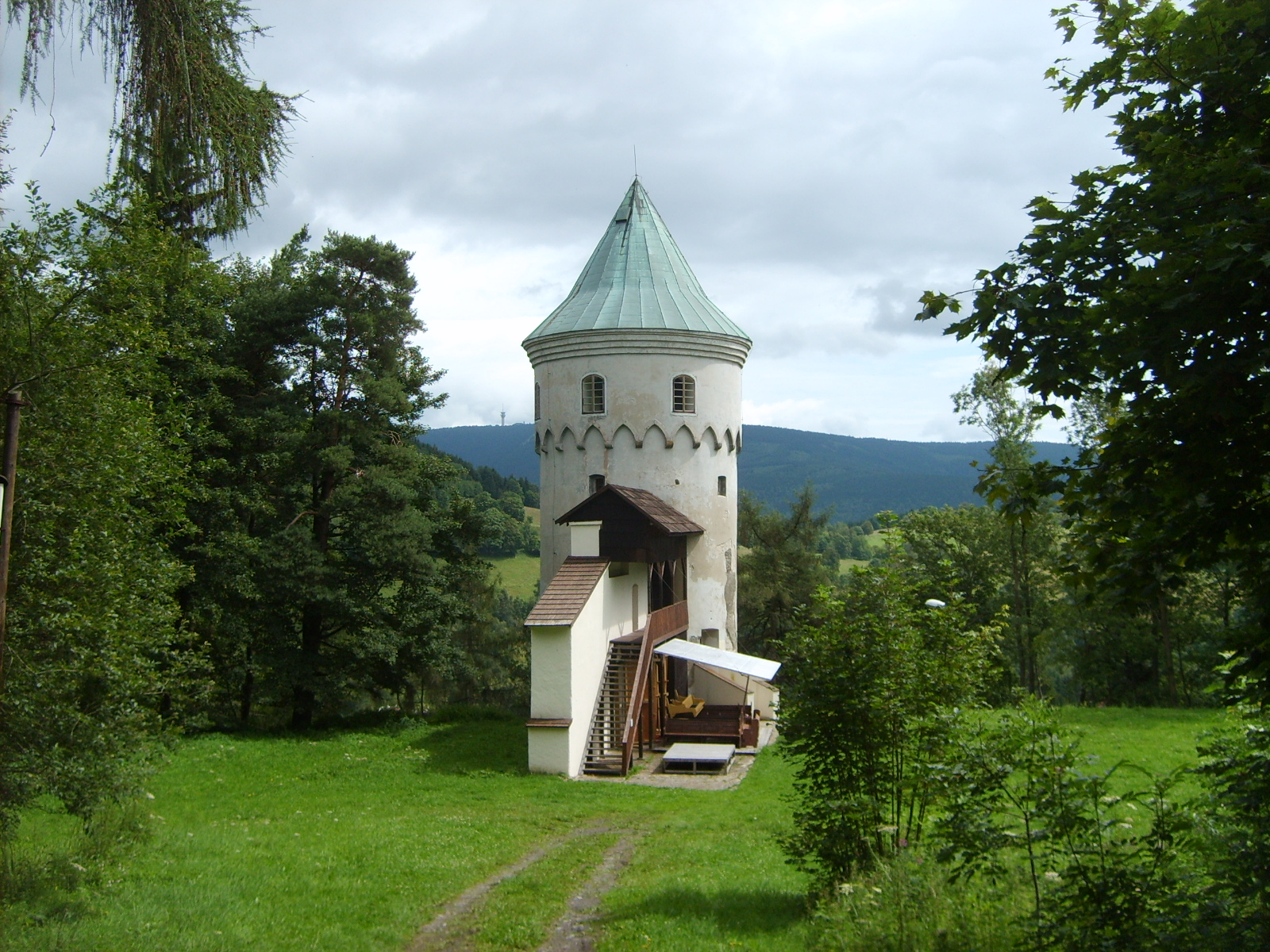
Severní věž
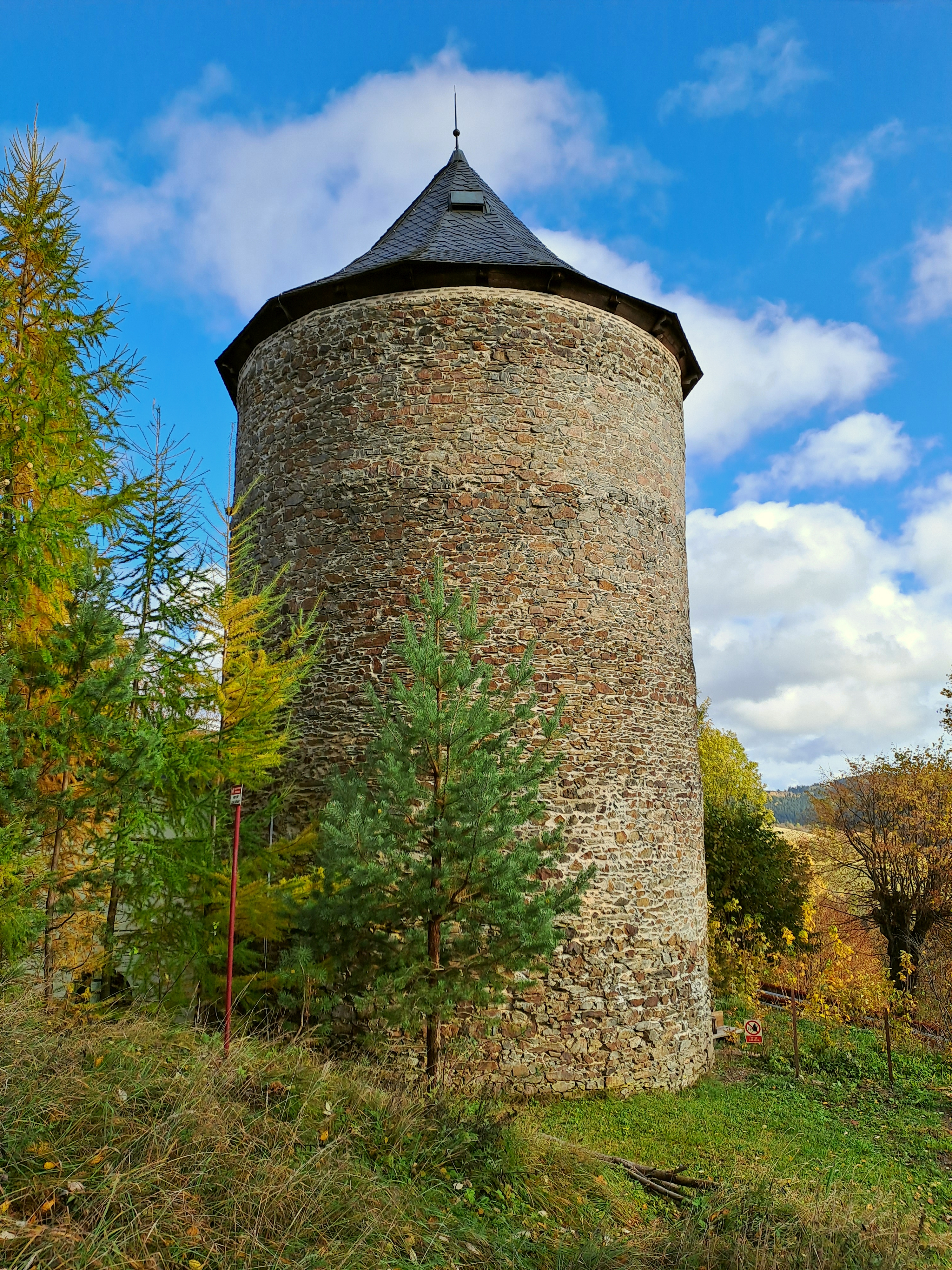
Jihozápadní věž
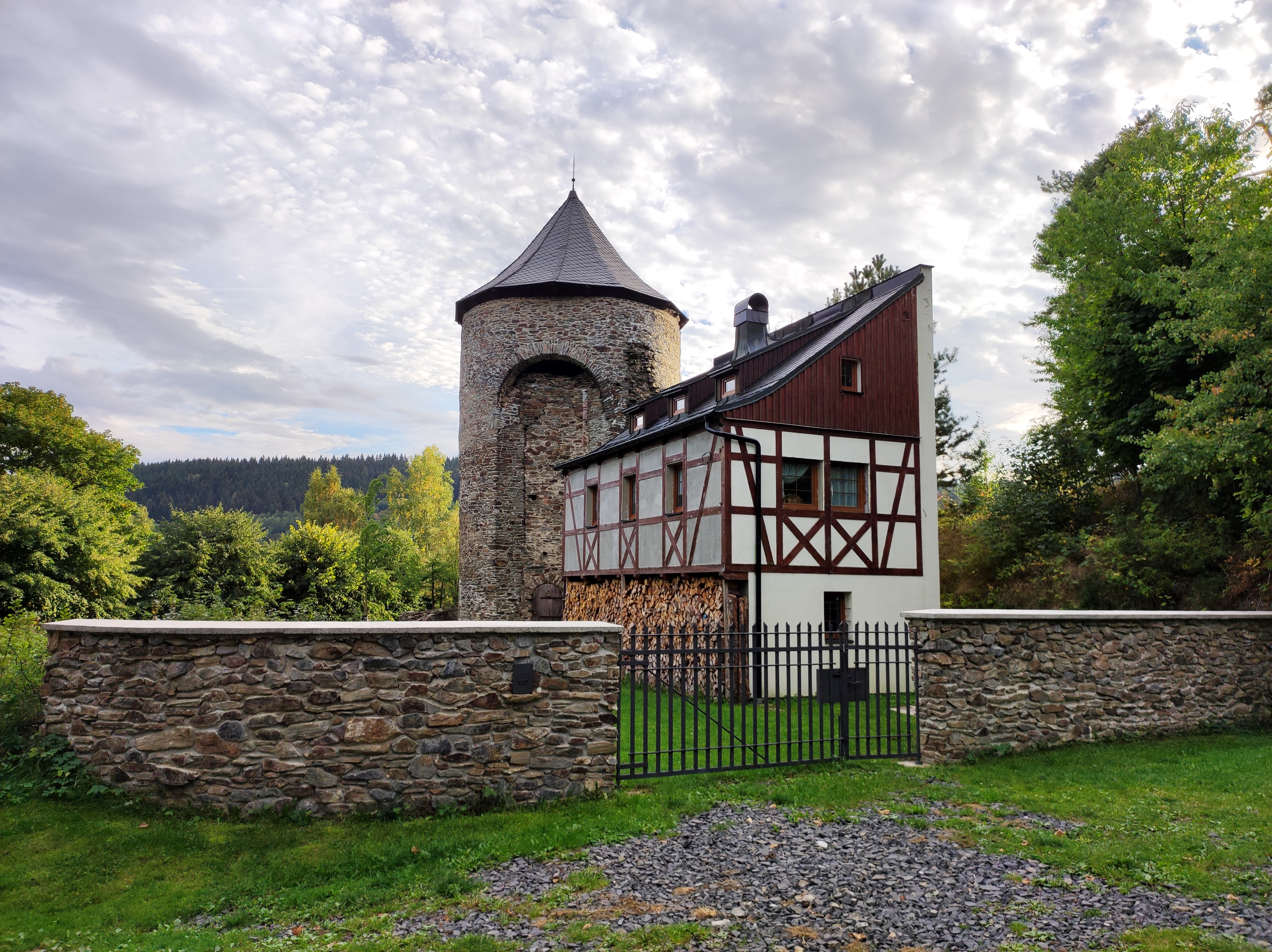
Novostavba u jihozápadní věže